# Auckland (Region)
Auckland Region war bis Ende Oktober 2010 die Region des Großraums Auckland mit einem gewählten Regional Council (Rat der Region) auf der Nordinsel von Neuseeland. Sie war nach Nelson zwar die kleinste Region des Landes, hatte aber mit rund 1,4 Millionen Einwohnern mit Abstand die höchste Bevölkerungszahl.
Mit Wirkung vom 1. November 2010 wurde die Auckland Region als politische Verwaltungseinheit aufgelöst und durch den am 9. Oktober 2010 legitimierten Rat des Auckland Council ersetzt. Die neue Regierung setzt sich aus einem Bürgermeister und 20 Stadträten zusammen. Die Städte Auckland City, Manukau City, North Shore City und Waitakere City und die Distrikte Franklin District, Papakura District, Rodney District sowie die Auckland Region verloren damit ihre Eigenständigkeit.

## Geographie
Die Region befand sich an einem Isthmus, der die Northland Peninsula mit dem Hauptteil der Nordinsel verband. Im Norden schloss sich die Regionen Northland Region und im Süden die Region Waikato Region an.
Die Nordgrenze wurde durch den Kaipara Harbour festgelegt, der mit einer Fläche von 530 km² einen der größten Naturhäfen der Erde bildet. Weiter südlich schloss sich die Mittelgebirgsketten der Waitākere Ranges und der Hunua Ranges an. Im Süden erstreckte sich die Region von den Ausläufern der Waikato Plains, einer der größten Ebenen des Landes, bis hin zur Mündung des Waikato River im äußersten Südwesten.
Die Landenge zwischen den beiden Mittelgebirgsketten ist an der engsten Stelle nur einige Kilometer breit. Sie wird durch zwei große Naturhäfen gebildet. Im Südwesten befindet sich der Manukau Harbour der von der Tasmansee aus Richtung Osten reicht, im Nordosten liegt der Waitematā Harbour, der vom Südpazifik, genauer gesagt dem Hauraki Gulf ins Landesinnere nach Westen reicht.
Neben dem „Hauptgebiet“ unterstanden zahlreiche Inseln östlich der Region (vornehmlich im Hauraki Gulf) der Verwaltung der Region Auckland. Die größte von ihnen war Great Barrier Island mit einer Fläche von 285 km². Die höchste Erhebung der Region bildete der 722 Meter hohe Gipfel der Insel Te Hauturu-o-Toi / Little Barrier Island.
Trotz der dichten Besiedlung entfielen nur etwa ein Zehntel der Region auf städtische Bebauung. Die restlichen 89 % gliederten sich in Waldgebiete und landwirtschaftliche Flächen. In dem Gebiet der Region liegen 53 erloschene Vulkane. Der letzte Ausbruch – der des Rangitoto auf der gleichnamigen Insel ereignete sich erst vor 750 Jahren. Statistisch gesehen beträgt die Wahrscheinlichkeit eines Vulkanausbruchs in der Region pro Jahr etwa 1 zu 1000. Zur Region gehörten zahlreiche Strände, von denen die beliebtesten Muriwai Beach, Piha und Karekare waren.

## Verwaltungsgliederung bis Oktober 2010
Die Region gliederte sich in vier City Councils und drei District Councils (von Nord nach Süd):
- Rodney District Council
- North Shore City Council
- Waitakere City Council
- Auckland City Council
- Manukau City Council
- Papakura District Council
- Franklin District Council